# Eastern Suburbs Association Football Club
L'Eastern Suburbs Association Football Club è una società calcistica neozelandese con sede a Kohimarama, un sobborgo di Auckland. Milita nel New Zealand Football Championship, massimo livello del campionato neozelandese.

## Storia
L'Eastern Suburbs Association Football Club è stato fondato nel 1934 come risultato della fusione tra Tamaki United e Glen Innes, nati rispettivamente nel 1924 e nel 1930.

## Palmarès

### Competizioni nazionali
- Campionato neozelandese: 2

1971, 2018-2019
- Chatham Cup: 6

1951, 1953, 1965, 1968, 1969, 2015
- Northern League Championship: 3

1965, 1966, 2015
- Rothmans National League: 1

1971

### Competizioni regionali
- Auckland FA Championship: 7

1948, 1950, 1951, 1952, 1953, 1957, 1962

### Altri piazzamenti
- Campionato neozelandese:

Secondo posto: 1970
- Chatham Cup:

Finalista: 1955, 1976, 2006
Semifinalista: 1972, 2001, 2004